# Esteban Lepaul
Esteban Lepaul (* 18. April 2000 in Auxerre) ist ein französischer Fußballspieler, der bei SCO Angers in der Ligue 1 spielt.

## Karriere

### Verein
Lepaul begann seine fußballerische Ausbildung 2005 bei der US Baldenheim. Anschließend spielte er bis zum Jahr 2015 bei SR Colmar. Von 2015 bis 2019 war er in der Jugend bei Olympique Lyon aktiv. Ab der Saison 2017/18 wurde er selten in der viertklassigen Zweitmannschaft eingesetzt. Zudem spielte er für die U19-Mannschaft unter anderem in der UEFA Youth League.
Im Sommer 2020 wechselte Lepaul zum Viertligisten SAS Épinal. Hier erzielte er fünf Tore in den ersten acht Ligaspielen, bevor die Liga coronabedingt abgebrochen wurde.
Im folgenden Sommer wechselte er zur US Orléans in die National. Dort spielte er in seiner ersten Spielzeit 2021/22 27 Mal, wobei er acht Tore schoss und zwei vorbereitete. 2022/23 kam er viel in der zweuten Mannschaft in der National 3 zum Einsatz, da er beim Drittligateam nur zwei Tore in 28 Partien erzielen konnte.
Daraufhin verließ er den Verein mit auslaufendem Vertrag im Sommer 2023. Lepaul schloss sich erneut der SAS Épinal an, welche mittlerweile ebenfalls drittklassig spielte. Dort schoss er bis Mitte Januar 2024 zwölf Tore, darunter ein Hattrick, in 16 Ligaspielen.
Nach solchen Leistungen wurde er in der Wintertransferphase 2024 vom Zweitligisten SCO Angers verpflichtet. Dort gab er am 22. Spieltag der Saison nach Einwechslung gegen Girondins Bordeaux sein Profidebüt. Sein erster Treffer auf Profiebene gelang ihm nur ungefähr ein Monat später bei einem 3:1-Heimsieg gegen den AC Ajaccio, als er zusätzlich noch ein Tor auflegte. Bis zum Saisonende konnte Lepaul dreimal treffen und drei Vorlagen sammeln, wofür er 17 Einsätze brauchte. Als Tabellenzweiter stieg er mit seinem neuen Team direkt in die Ligue 1 auf. Am zweiten Spieltag debütierte er gegen den OSC Lille schließlich in der höchsten französischen Spielklasse.

## Familie
Sein Vater Fabrice Lepaul war auch Profifußballspieler, wurde einmal französischer Meister und spielte auch in der Champions League. Im Mai 2020 verstarb er bei einem Autounfall.

## Erfolge
SCO Angers
- Vizemeister der Ligue 2: 2024  ▲